# District Koertsjatovski (oblast Koersk)
Het district Koertsjatovski (Russisch: Курчатовский район) is een gemeentelijk district van de Russische oblast Koersk.
Het bestuurlijk centrum is de stad Koertsjatov (maar het maakt geen deel uit van het district en vormt een stedelijk district).

## Demografie
Het district telde 18.544 inwoners bij de volkstelling van 2018 tegen 19.714 bij die van 2002.

## Geschiedenis
Het district werd opgericht in 1928 als het inmiddels ter ziele gegane district Ivaninski.

## Klimaat
Het district ligt in een continentale klimaatzone met milde, warme zomers en gelijkmatig verdeelde jaarlijkse regenval (Dfb in de Klimaatclassificatie van Köppen).

## Bestuurlijke indeling
Het district telt 2 gorodskieje poselenia (nederzettingen met stedelijk karakter: Imeni Karla Libknechta en Ivanino) en 6 selsovjets (Ditsjnjanski, Droezjnenski, Kolpakovski, Kosteltsevski, Makarovski en Tsjaplinski).
Bestuurlijk centrum: Koersk

Stedelijke districten: Lgov · Koertsjatov · Koersk · Sjtsjigry · Zjeleznogorsk

Gemeentelijke districten:

Belovski · Bolsjesoldatski · Chomoetovski · Dmitrijevski · Fatezjski · Gloesjkovski · Gorsjtsjenski · Kastorenski · Konysjovski · Korenevski · Koerski · Koertsjatovski · Lgovski · Mantoerovski · Medvenski · Obojanski · Oktjabrski · Ponyrovski · Pristenski · Rylski · Sjtsjigrovski · Soedzjanski · Solntsevski · Sovetski · Timski · Tsjeremisinovski · Zjeleznogorski · Zolotoechinski